# Івниця (Курська область)
Івниця (рос. Ивница) — село в Суджанському районі Курської області Російської Федерації.
Населення становить 27 осіб. Входить до складу муніципального утворення Погрібська сільрада.

## Історія
Населений пункт розташований на території українського етнічного та культурного краю Східна Слобожанщина.
Від 2004 року входить до складу муніципального утворення Погрібська сільрада.
8 серпня 2024 село було зайнято українськими військами.

## Населення
| 2002 | 2010 |
| ---- | ---- |
| 35   | ↘27  |